# Federico Edwards
Federico Roberto Edwards (né le 25 janvier 1931 à Santa Fe en Argentine et mort le 13 novembre 2016) est un joueur de football argentin, qui évoluait au poste de défenseur.

## Biographie

### Carrière en sélection
Avec l'équipe d'Argentine, il figure dans le groupe des sélectionnés lors de la Coupe du monde de 1958. Il ne joue toutefois aucun match lors du mondial organisé en Suède.

## Palmarès
Boca Juniors
- Championnat d'Argentine (1) :
  - Champion : 1954.

 Argentine
- Championnat sud-américain (1) :
  - Vainqueur : 1955.